# محوطه قجر ۲
محوطه قجر ۲ مربوط به دوره تاریخی است و در شهرستان ایلام، بخش مرکزی، دهستان میش خاص، روستای قجر واقع شده است. این اثر در تاریخ ۳۰ دی ۱۳۸۵ با شمارهٔ ثبت ۱۶۹۵۶ به عنوان یکی از آثار ملی ایران به ثبت رسیده است.